# Zarat (Siyəzən)
Zarat è un comune dell'Azerbaigian situato nel distretto di Siyəzən.